# Мерказ ха-Рав

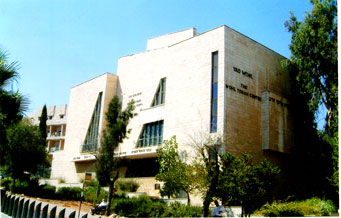
Иешива Мерказ ха-Рав

Мерка́з ха-Ра́в (ивр. מרכז הרב‎, «Центр Рава») — первая иешива религиозно-сионистской направленности. Основана главным раввином Эрец-Исраэль Авраамом Ицхаком Куком в 1924 году в подмандатной Палестине. Расположена в новом кампусе в Иерусалиме в районе Кирьят-Моше. Почти все крупнейшие деятели религиозного сионизма в Израиле являются выпускниками этой иешивы.
В рамках своей философии создания в Израиле духовного центра еврейского народа рав Кук видел необходимость создания иешивы нового типа, предметы обучения в которой соответствовали бы новым жизненным условиям возрождения еврейского народа на его исторической родине. Практическая учёба совмещала традиционные рамки (изучение Талмуда с комментариями) с углубленным изучением ТАНАХа, основ веры, и еврейской философии.
Во главе иешивы стояли рав Авраам Ицхак Кук, рав Цви Иехуда Кук, рав Раанан. С 1984 года по 2007 год иешиву возглавлял рав Авраам Элкана Кахана Шапира, а с 2007 года его сын рав Яков Кахана Шапира.
Значение иешивы возросло после Шестидневной войны. После Войны Судного дня из её стен вышли лидеры движения Гуш Эмуним.
6 марта 2008 года в здании иешивы араб-террорист расстрелял из автомата студентов младшего отделения иешивы. 8 студентов были убиты, 11 получили ранения, пять из них — тяжелые.
Газета «Гардиан» считает что «йешива Мерказ ха-Рав могла стать целью теракта, так как она известна как центр религиозно-поселенческого движения на Западном берегу р. Иордан и особенно тесно связана с группой Гуш Эмуним», но допускает, что это могло быть просто совпадением.
Согласно МИД Израиля, «йешива Мерказ ха-Рав» — ведущая национально-религиозная йешива в Израиле, насчитывающая сотни студентов. Среди тысяч её выпускников есть видные политики, раввины высокого ранга и офицеры ЦАХАЛя.